# Лейк (округ Прайс, Вісконсин)
Лейк (англ. Lake) — місто (англ. town) в США, в окрузі Прайс штату Вісконсин. Населення — 1106 осіб (2020).

## Демографія
Згідно з переписом 2010 року, у місті мешкало 1128 осіб у 507 домогосподарствах у складі 347 родин. Було 981 помешкання
Расовий склад населення:
| - 98,0 % — білих - 0,7 % — азіатів - 0,2 % — чорних або афроамериканців |

До двох чи більше рас належало 0,6 %. Частка іспаномовних становила 1,0 % від усіх жителів.
За віковим діапазоном населення розподілялося таким чином: 15,3 % — особи молодші 18 років, 63,6 % — особи у віці 18—64 років, 21,1 % — особи у віці 65 років та старші. Медіана віку мешканця становила 51,1 року. На 100 осіб жіночої статі у місті припадало 107,4 чоловіків;  на 100 жінок у віці від 18 років та старших — 110,8 чоловіків також старших 18 років.
Середній дохід на одне домашнє господарство  становив 71 178 доларів США (медіана — 62 813), а середній дохід на одну сім'ю — 75 691 долар (медіана — 67 500). Медіана доходів становила 49 464 долари для чоловіків та 37 292 долари для жінок. За межею бідності перебувало 2,5 % осіб, у тому числі 0,0 % дітей у віці до 18 років та 4,4 % осіб у віці 65 років та старших.
Цивільне працевлаштоване населення становило 578 осіб. Основні галузі зайнятості: виробництво — 24,9 %, освіта, охорона здоров'я та соціальна допомога — 21,1 %, роздрібна торгівля — 9,3 %, мистецтво, розваги та відпочинок — 8,1 %.